# Lapo Elkann
Lapo Edovard Elkann (New York, 7 ottobre 1977) è un imprenditore e socialite italiano.
È presidente, fondatore e maggior azionista (53,37%) di Italia Independent Group. È stato presidente e fondatore di Garage Italia Customs, Independent Ideas, che è oggi sede del ristorante-officina Garage Italia da lui fondato. È stato membro del consiglio di amministrazione di Ferrari N.V. e responsabile della promozione del marchio di Fiat Group.

## Biografia
Nasce a New York il 7 ottobre 1977; secondogenito di Margherita Agnelli e del giornalista e scrittore Alain Elkann, è fratello di John Elkann, presidente del gruppo Fiat, e di Ginevra Elkann, produttrice cinematografica; suo nonno materno fu il presidente della FIAT Gianni Agnelli.
Si diploma a Parigi presso il Liceo Victor Duruy e si laurea alla European Business School di Londra in Relazioni internazionali. Presta servizio militare nel corpo degli Alpini come soldato nella Brigata Taurinense. 

### Attività imprenditoriale
Comincia la sua carriera nel 1994 come operaio metalmeccanico nella catena di montaggio della Piaggio di Pontedera, come è tradizione nell'educazione dei rampolli della famiglia Agnelli, con lo pseudonimo di Lapo Rossi. Durante questo periodo partecipa anche a uno sciopero per chiedere un miglioramento delle condizioni lavorative disagevoli in catena di montaggio.
Prosegue la sua esperienza lavorativa con ruoli diversi in Salomon Smith Barney, Danone, Ferrari e nell'ufficio marketing della Maserati, dove trascorre quattro anni e mezzo. Nel 2001 diviene assistente personale per un anno di Henry Kissinger (allora appena nominato presidente della commissione incaricata di chiarire gli eventi dell'11 settembre), vecchio amico del nonno. A seguito delle peggiorate condizioni di salute di quest'ultimo, nel 2002 decide di tornare in Italia per stargli vicino.
Entrato in Fiat, Elkann chiede di potersi occupare della promozione aziendale e della comunicazione, ritenendo che il marchio FIAT soffra in questo campo, specie nel settore giovanile. Promuove l'immagine del gruppo lanciando gadget di diverso tipo, tra cui felpe indossate da lui stesso, con il marchio vintage della casa automobilistica e il lancio della Fiat Grande Punto. Nel 2004, con la nomina del fratello John Elkann a vicepresidente del gruppo, diviene responsabile della promozione per i tre marchi: Fiat, Alfa Romeo e Lancia; in questo periodo cura il lancio mondiale della nuova Fiat 500. Si dimette dall'incarico nel 2005.
Tornato in Italia a gennaio 2007 dopo un periodo di convalescenza, Elkann, con Andrea Tessitore e Giovanni Accongiagioco, fonda Italia Independent, società specializzata in produzione e vendita di occhiali di lusso, accessori e abbigliamento con la sigla "I -I" (pronuncia all'inglese), caratterizzata dalla possibilità offerta al compratore di personalizzare completamente il prodotto da acquistare. Il primo prodotto, presentato a Pitti Uomo nel gennaio 2007, è un modello di occhiali realizzato interamente in fibra di carbonio. L'azienda ha poi sviluppato una linea di abbigliamento, accessori e con numerose collaborazioni in decorazioni per casa e automotive. Oltre agli occhiali sono stati lanciati gioielli, un orologio, una bicicletta e skateboard per il trasporto urbano. Italia Independent è quotata in Borsa, sul segmento AIM, il 28 giugno 2013.
Il 4 luglio 2007 Elkann ha fondato, insieme con Alberto Fusignani e Ivanmaria Vele l'agenzia creativa Independent Ideas la cui attività è stata documentata per tre mesi, nel programma Idee in progress, del canale televisivo satellitare FoxLife. Lapo Elkann dal 30 ottobre 2007 a giugno 2008 è stato presidente onorario della società di pallavolo di Serie A1 Sparkling Volley Milano; è ambasciatore internazionale per la Triennale di Milano, ambasciatore del Tel Ashomer Hospital di Tel Aviv e membro del consiglio di amministrazione di varie aziende come la casa d'aste Phillips de Pury Auction House.
Alla fine del 2011 ha avviato un progetto di partnership con la ToyWatch, all'epoca di proprietà di Gianluca Vacchi, producendo un'edizione speciale di 1007 esemplari di orologi ToyWatch abbinati all'occhiale da sole Italia Independent della serie I-Wear, seguita l'anno successivo da una Second Unique Edition.
A dicembre dello stesso anno Lapo ha lanciato insieme con Luca Cordero di Montezemolo il progetto Ferrari Tailor Made, per costruire una Ferrari su misura, personalizzata sulle specifiche richieste del cliente.
Lapo Elkann e la sua agenzia Independent Ideas hanno partecipato insieme con il Centro Stile Fiat e Frida Giannini al progetto "500 by Gucci", lanciato a Milano il 23 febbraio 2011 e al Salone dell'Auto di Ginevra il 1º marzo 2011. Nel 2011 ha ricevuto il Premio America della Fondazione Italia USA.
Nel luglio 2013 è stato premiato con il Young Leader & Excellence Award della Automotive Hall of Fame, primo membro della famiglia Agnelli a riceverlo dopo Giovanni Agnelli, suo trisavolo.
Nel gennaio 2017 entra nel consiglio di amministrazione di Ferrari N.V., la holding che controlla l'omonima casa automobilistica. Nel dicembre 2017 inaugura a Milano in piazzale Accursio, in una vecchia stazione di servizio dell'Agip costruita da Mario Bacciocchi negli anni Cinquanta e ristrutturata da Michele De Lucchi, "Garage Italia Food & Restaurant," una joint venture con lo chef Carlo Cracco, in cui abbinare cibo-motori-eventi. Quasi un anno e mezzo più tardi, nell'aprile 2019, il ristorante chiude e la società passa interamente sotto il controllo della holding di Lapo Elkann, Laps to Go.
A febbraio 2019 il fondo di venture capital Talent EuVeca, presieduto da Giovanna Dossena, entra con un aumento di capitale in Italia Independent (che nel frattempo è diventata Italia Independent Group, ha chiuso il bilancio 2018 con i conti economici in rosso e ha dovuto vendere vari asset) arrivando a detenere il 25,44% mentre Lapo Elkann, il maggiore azionista, ha il 53,92%.

## Vita privata
Figlio di madre cattolica e padre ebreo, è stato battezzato e cresciuto nel cattolicesimo, ma nel 2009 si è convertito all'ebraismo.
È stato eletto quattro volte di seguito Best Dressed Man dalla rivista Vanity Fair, entrando nella loro Hall of Fame, di cui fanno parte anche il nonno Gianni Agnelli e la nonna Marella Caracciolo Agnelli.
È salito alla ribalta delle cronache rosa per la sua movimentata vita sentimentale, incominciata con la relazione, terminata nel 2005, con l'attrice Martina Stella e per i successivi numerosi flirt, tra cui si ricordano quello duraturo con la lontana cugina Bianca Brandolini d'Adda e la miliardaria kazaka Goga Ashkenazi; successivamente fa coppia con la gallerista e collaboratrice di Vogue Carlotta Loverini Botta.
L'11 ottobre 2005 viene ricoverato in gravissime condizioni presso il reparto di rianimazione dell'Ospedale Mauriziano di Torino, a causa di un'overdose per un mix di oppiacei e cocaina dopo una notte in compagnia di più persone tra cui la donna transgender Patrizia B., all'epoca 53enne, che fu la prima a chiamare l'ambulanza.
Successivamente si dimette dagli incarichi in Fiat e si trasferisce in Arizona, dove incomincia una terapia riabilitativa, per proseguire con un periodo di convalescenza in una residenza di famiglia a Miami.
Nell'ottobre 2013 ha rilasciato un'intervista alla giornalista Beatrice Borromeo del giornale Il Fatto Quotidiano in cui dichiarava di aver subito abusi sessuali (non definiti) all'età di 13 anni e di essere stato mandato a studiare in un collegio di gesuiti. I Gesuiti italiani hanno però smentito che sia mai stato un loro alunno.
Ai primi di dicembre 2014 secondo il quotidiano Il Giorno, Lapo Elkann sarebbe stato filmato di nascosto durante un festino con due fratelli, che l'avrebbero ricattato in cambio del silenzio. I due ricattatori sono stati arrestati e il legale di Elkann ha contestato le dichiarazioni denigratorie nei confronti del suo cliente.
Il 29 novembre 2016 appare sui giornali la notizia di una simulazione di sequestro messa in atto dallo stesso Lapo Elkann dopo un festino a base di droga e sesso a Manhattan in compagnia di una persona transessuale. Stando alle ricostruzioni dei mass media americani, dopo aver finito il denaro a sua disposizione, avrebbe inscenato un sequestro al fine di ottenere un riscatto di 10.000 dollari dai parenti. Viene scoperto dalla polizia, che agisce su informazione della famiglia. Arrestato e rilasciato poco dopo, le accuse contro di lui sono state archiviate.
Nel dicembre 2019 rimane vittima di un grave incidente stradale in Israele: viene ricoverato all'ospedale di Tel Aviv e finisce in coma. Superata la fase di emergenza, viene trasferito in una clinica svizzera per la convalescenza.
Il 12 settembre 2020 viene fermato due volte dalla polizia, la prima per eccesso di velocità su una Ferrari, la seconda viene trovato in possesso di una quantità di cocaina tra i tre e i quattro grammi.
Il 7 ottobre 2021 ha sposato l'ex pilota di rally portoghese Joana Lemos, con la quale vive in Portogallo.

## Ascendenza
|                    |                 |                                                 | Genitori                                             |  |  | Nonni |  |  | Bisnonni      |  |  | Trisnonni    |  |
|                    |                 |                                                 |                                                      |  |  |       |  |  | Armand Elkann |  |  | Isaac Elkann |  |
|                    |                 |                                                 |                                                      |  |  |       |  |  | Armand Elkann |  |  | Isaac Elkann |  |
|                    |                 | Marie Anne Dreyfuss                             |                                                      |  |  |       |  |  | Armand Elkann |  |  |              |  |
| Jean Paul Elkann   |                 |                                                 |                                                      |  |  |       |  |  | Armand Elkann |  |  |              |  |
|                    |                 | Berthe Bloch                                    | …                                                    |  |  |       |  |  |               |  |  |              |  |
|                    |                 | Berthe Bloch                                    | …                                                    |  |  |       |  |  |               |  |  |              |  |
|                    |                 | Berthe Bloch                                    | …                                                    |  |  |       |  |  |               |  |  |              |  |
| Alain Elkann       |                 | Berthe Bloch                                    |                                                      |  |  |       |  |  |               |  |  |              |  |
|                    |                 | Vittorio Ovazza                                 | Ernesto Ovazza                                       |  |  |       |  |  |               |  |  |              |  |
|                    |                 | Vittorio Ovazza                                 | Ernesto Ovazza                                       |  |  |       |  |  |               |  |  |              |  |
|                    |                 | Vittorio Ovazza                                 | Celeste Malvano                                      |  |  |       |  |  |               |  |  |              |  |
| Carla Ovazza       |                 | Vittorio Ovazza                                 |                                                      |  |  |       |  |  |               |  |  |              |  |
|                    |                 | Olga Fubini                                     | Alessandro Fubini                                    |  |  |       |  |  |               |  |  |              |  |
|                    |                 | Olga Fubini                                     | Alessandro Fubini                                    |  |  |       |  |  |               |  |  |              |  |
|                    |                 | Olga Fubini                                     | Albina De Benedetti                                  |  |  |       |  |  |               |  |  |              |  |
| Lapo Elkann        |                 | Olga Fubini                                     |                                                      |  |  |       |  |  |               |  |  |              |  |
|                    | Edoardo Agnelli | Giovanni Agnelli                                |                                                      |  |  |       |  |  |               |  |  |              |  |
|                    | Edoardo Agnelli | Giovanni Agnelli                                |                                                      |  |  |       |  |  |               |  |  |              |  |
|                    | Edoardo Agnelli | Clara Boselli                                   |                                                      |  |  |       |  |  |               |  |  |              |  |
| Giovanni Agnelli   | Edoardo Agnelli |                                                 |                                                      |  |  |       |  |  |               |  |  |              |  |
|                    |                 | Virginia Bourbon del Monte                      | Carlo Bourbon del Monte, IV principe di San Faustino |  |  |       |  |  |               |  |  |              |  |
|                    |                 | Virginia Bourbon del Monte                      | Carlo Bourbon del Monte, IV principe di San Faustino |  |  |       |  |  |               |  |  |              |  |
|                    |                 | Virginia Bourbon del Monte                      | Jane Allen Campbell                                  |  |  |       |  |  |               |  |  |              |  |
| Margherita Agnelli |                 | Virginia Bourbon del Monte                      |                                                      |  |  |       |  |  |               |  |  |              |  |
|                    |                 | Filippo Caracciolo, VIII principe di Castagneto | Nicola Caracciolo, VII principe di Castagneto        |  |  |       |  |  |               |  |  |              |  |
|                    |                 | Filippo Caracciolo, VIII principe di Castagneto | Nicola Caracciolo, VII principe di Castagneto        |  |  |       |  |  |               |  |  |              |  |
|                    |                 | Filippo Caracciolo, VIII principe di Castagneto | Meralda Dati Maria Margherita Argyra Mele Barese     |  |  |       |  |  |               |  |  |              |  |
| Marella Caracciolo |                 | Filippo Caracciolo, VIII principe di Castagneto |                                                      |  |  |       |  |  |               |  |  |              |  |
|                    |                 | Margaret Clarke                                 | Charles Corning Clarke                               |  |  |       |  |  |               |  |  |              |  |
|                    |                 | Margaret Clarke                                 | Charles Corning Clarke                               |  |  |       |  |  |               |  |  |              |  |
|                    |                 | Margaret Clarke                                 | Alice Chandler                                       |  |  |       |  |  |               |  |  |              |  |
|                    |                 | Margaret Clarke                                 |                                                      |  |  |       |  |  |               |  |  |              |  |